# Nepal Masters
De Nepal Masters is het enige internationale golftoernooi dat in Nepal wordt gespeeld. Het toernooi werd geïnitieerd door de Nepal PGA en sinds april 2010 maakt het toernooi deel uit van de Professional Golf Tour of India.  Uit Nepal mogen sindsdien de 20 beste professionals meedoen. De meeste andere spelers komen uit India en Maleisië.
In 2007 was Deepak Thapa Magar de laatste speler van eigen bodem die het toernooi op zijn naam schreef.

In 2010 werd het toernooi gewonnen door de 16-jarige amateur Ashbeer Saini uit India. De geldprijs ging naar de beste professional, Rupak Acharya.

## Winnaars
| Jaar                | Baan                               | Winnaar              | Score         | Score         |
| Nepal Masters       | Nepal Masters                      | Nepal Masters        | Nepal Masters | Nepal Masters |
| ------------------- | ---------------------------------- | -------------------- | ------------- | ------------- |
| 1994                |                                    |                      |               |               |
| 1995                |                                    |                      |               |               |
| 1996                |                                    | Feroz Ali            |               |               |
| Surya Nepal Masters |                                    |                      |               |               |
| 1997                |                                    | Uttam Singh Mundy    | 261           | -27           |
| 1998                |                                    |                      |               |               |
| 1999                |                                    | Rohtas Singh         |               |               |
| 2000                | Gokarna Forest Resort in Kathmandu | Mukesh Kumar         |               |               |
| 2001                |                                    | Feroz Ali            |               |               |
| 2002                |                                    |                      |               |               |
| 2003                | Gokarna Forest Resort in Kathmandu | Digvijay Singh       |               |               |
| 2004                | Gokarna Forest Resort in Kathmandu | Shiv Prakash         |               |               |
| 2005                | Gokarna Forest Resort in Kathmandu | Gurbaaz Mann         |               |               |
| 2006                | Gokarna Forest Resort in Kathmandu |                      |               |               |
| 2007                | Gokarna Forest Resort in Kathmandu | Deepak Thapa Magar   | 280           | -8            |
| 2008                | Gokarna Forest Resort in Kathmandu | Shamim Khan          | 265           | -23           |
| 2009                | Gokarna Forest Resort in Kathmandu | Anura Rohana         | 276           | -12           |
| 2010                | Gokarna Forest Resort in Kathmandu | Ashbeer Saini        | 277           | -11           |
| 2011                | Gokarna Forest Resort in Kathmandu | Rashid Khan          | 268           | -20           |
| 2012                | Gokarna Forest Resort in Kathmandu | Abhijit Ding Chadha  | 276           | -12           |
| 2013                | Gokarna Forest Resort in Kathmandu | Shivaram Shrestha po | 270           | -18           |
| 2014                | Gokarna Forest Resort in Kathmandu |                      |               |               |

## Trivia
- De naamsponsor is Surya Tobacco Company.
- Anura Rohana won dit toernooi met een eagle op de laatste hole en een voorsprong van 2 slagen. In 2011 won hij met 6 slagen voorsprong het Bangladesh Open (276, -12).